# Lebometa (Faturasa)
Lebometa ist eine osttimoresische Siedlung im Suco Faturasa (Verwaltungsamt Remexio, Gemeinde Aileu).

## Geographie
Das Dorf Lebometa liegt im Nordwesten der Aldeia Bereliço in einer Meereshöhe von 1087 m. Westlich fließt der Hatomeco, ein Nebenfluss des Nördlichen Laclós. Zu dessen System gehört auch der Lohun, der an der Grenze zu Faculau entspringt und dieser nach Norden folgt. Über eine kleine Seitenstraße ist Lebometa mit dem Nachbarort Bereliço und der Hauptstraße der Aldeia verbunden.